# Blok 22 (Nový Bělehrad)

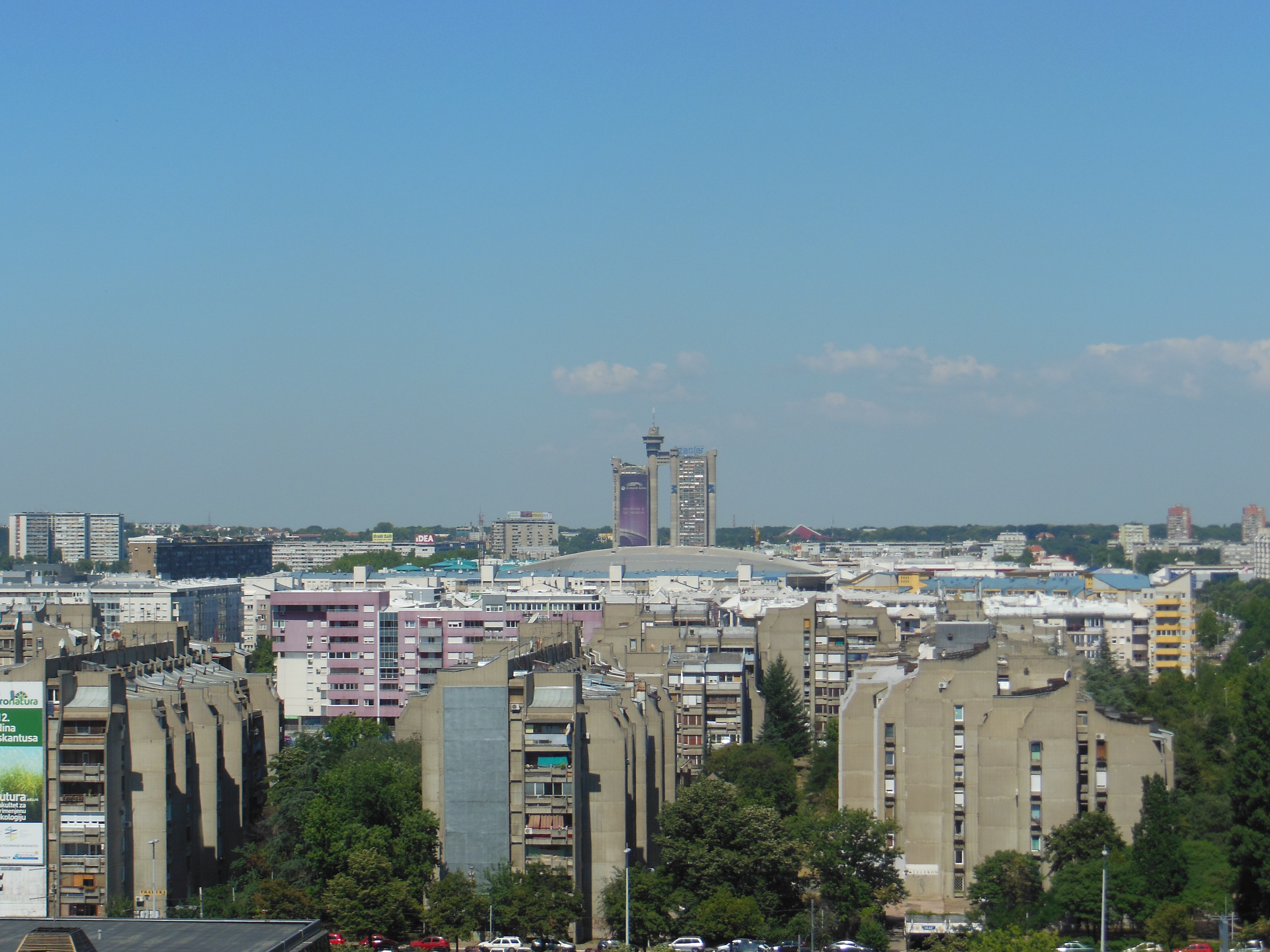
Domy bloku 22.

Blok 22 (v srbské cyrilici Блок 22) se nachází v srbské metropoli Bělehradě, v místní části Nový Bělehrad (srbsky Novi Beograd/Нови Београд). Jedná se o část panelového sídliště, která je vymezena ulicemi Bulevar Zorana Đinđića (ze severu), Milentija Popovića (z východu), Bulevar Arsenija Čarnojevića (z jihu) a Antifašističke borbe (ze západu).

## Historie
Blok byl navržen jako doplňkový pro centrální zónu Nového Bělehradu. Kromě vysloveně obytných domů se zde měly nacházet služby, které měly doplňovat nové městské centrum.
Stavební práce na bloku probíhaly v letech 1968 až 1972. Jednotlivé obytné bloky navrhli architekti Božidar Janković, Branislav Karadžić a Aleksandar Stjepanović. Urbanisticky byl koncipován obdobně jako blok 29, který se nachází na druhé strany severojižní osy, která přetíná město.
Původně byla zastavěna pouze východní polovina bloku. Západní část byla zastavěna na přelomu 20. a 21. století v souvislosti se zahušťováním zástavby Nového Bělehradu.[zdroj?] Kromě toho se zde nachází i vojensko-lékařské centrum (srbsky Vojno-medicinski centar/Војно-медицински центар).